# Heedless Moths
Heedless Moths è un film muto del 1921 diretto da Robert Z. Leonard.
È l'ultimo film da costumista di Lady Duff-Gordon.

## Trama
Una bellissima modella cerca di salvare il matrimonio di uno scultore, prendendo il posto della moglie, coinvolta in una storia con un altro uomo.

## Produzione
Heedless Moths fu l'unico film prodotto da George Perry che creò appositamente la Perry Plays per produrre la pellicola, tratta dalla storia Studio Secrets; Life Story di Audrey Munson.

## Distribuzione
Distribuito negli Stati Uniti dalla Equity Pictures Corporation, il film uscì nelle sale cinematografiche il 3 giugno 1921. Poiché attualmente non è disponibile alcuna copia, il film è da considerarsi perduto.

### Data di uscita
IMDb
- USA	3 giugno 1921

Finlandia	12 aprile 1926
Alias
- Heedless Moths (titolo originale)